# Campionati europei di pentathlon moderno 1997
I campionati europei di pentathlon moderno 1997 si sono svolti a Székesfehérvár, in Ungheria, dove si sono disputate le gare maschili individuali ed a squadre, ed a Mosca, in Russia, dove si sono disputate le gare femminili individuali ed a squadre.

## Risultati

### Maschili
| Evento              | Oro                                                        | Argento                                                     | Bronzo                                                    |
| Individuale         | Dmitrij Svatkovskij                                        | Valeri Andreev                                              | Vjačeslavs Duhanovs                                       |
| A squadre           | Russia Dmitrij Svatkovskij Ėduard Zenovka Grigorij Bremel' | Ungheria Ákos Kállai Péter Sárfalvi János Martinek          | Polonia Dariusz Mejsner Maciej Czyżowicz Andrzej Stefanek |
| Staffetta a squadre | Ungheria Ádám Madaras Gábor Balogh Ákos Kállai             | Francia Olivier Clergeau Christophe Ruer Sébastien Deleigne | Germania Jan Veder Valeri Andreev Oliver Strangfeld       |

### Femminili
| Evento              | Oro                                                         | Argento                                                | Bronzo                                                      |
| Individuale         | Kate Allenby                                                | Iwona Kowalewska                                       | Edyta Małoszyc                                              |
| A squadre           | Polonia Iwona Kowalewska Anna Sulima Edyta Małoszyc         | Italia Federica Foghetti Claudia Cerutti Fabiana Fares | Russia Elizaveta Suvorova Tat'jana Muratova Olga Mukhortova |
| Staffetta a squadre | Russia Elizaveta Suvorova Tat'jana Muratova Olga Mukhortova | Gran Bretagna Kate Allenby Julia Allen Kate Houston    | Ungheria Bea Simóka Katalin Partics Zsuzsanna Vörös         |

## Medagliere
| Posizione | Paese         |   |   |   | Totale |
| --------- | ------------- | - | - | - | ------ |
| 1         | Russia        | 3 | 0 | 1 | 4      |
| 2         | Polonia       | 1 | 1 | 2 | 4      |
| 3         | Ungheria      | 1 | 1 | 1 | 3      |
| 4         | Gran Bretagna | 1 | 1 | 0 | 2      |
| 5         | Germania      | 0 | 1 | 1 | 2      |
| 6         | Francia       | 0 | 1 | 0 | 1      |
| 6         | Italia        | 0 | 1 | 0 | 1      |
| 8         | Lettonia      | 0 | 0 | 1 | 1      |
| Totale    | Totale        | 6 | 6 | 6 | 18     |